# Same Ol' Story
Same Ol' Story è un brano musicale dance, scritto e prodotto da Cyndi Lauper insieme a Richard Morel, pubblicato come singolo nel 2008 su etichetta Sony.
Same Ol' Story è il primo singolo, uscito il 6 maggio 2008, in formato digitale, su iTunes Store, che in America, anticipa l'uscita dell'album Bring Ya to the Brink.
Il titolo sta per "Same Old Story" («la stessa vecchia storia»): l'apostrofo in «ol'» indica una parola tronca (forma colloquiale), priva della lettera «d» (la finale della forma integrale dell'aggettivo old, «vecchio/a»).
Il titolo può però intendersi anche come la versione censurata di "Same Old Fucking Story" («la stessa vecchia fottuta storia»). Per questo motivo, sulla copertina del singolo è stato impresso il tipico bollino di avvertenza, che riporta la frase Parental Advisory Explicit Content - Strong Language («Avviso ai genitori: contenuti espliciti - linguaggio spinto»).
Per via della censura in cui è incappato il singolo, anche l'album Bring Ya to the Brink che contiene la canzone verrà pubblicato in due versioni: una cosiddetta Explicit Version (letteralmente: «versione esplicita», quindi «integrale, non censurata») e un'ulteriore Clean Version (letteralmente: «versione pulita», quindi «tagliata, censurata»).
"Same Ol' Story" è stata presentata ufficialmente da Cyndi Lauper il 24 novembre 2007, al White Party (party-evento di Miami), insieme a "Grab a Hold" e "Set Your Heart", altri due inediti dal sapore dance. Inoltre, nel marzo del 2008, "Same Ol' Story" è stata eseguita in Australia, durante il cosiddetto Sydney Gay and Lesbian Mardi Gras («Martedì grasso gay-lesbo di Sydney»).

## Tracce
Il singolo contiene soltanto il brano "Same Ol' Story", in 7 differenti versioni:
1. Album Version – 5:54
2. Remix Edit – 5:05
3. Morel Remix – 8:26
4. Extended Edit - 8:25
5. Razor & Guido CS Club Edit - 6:42
6. Ralphi's Melodic Vox Remix – 8:43
7. Razor & Guido Club Mix – 9:30